# Le descente de croix
Le descente de croix è un cortometraggio del 1903 diretto da Lucien Nonguet e Ferdinand Zecca. Ventitreesimo episodio del film La Vie et la Passion de Jésus-Christ (1903), che è composto da 27 episodi.

## Trama
Gli amici di Gesù, ottenuto il permesso, prendono il suo corpo dalla croce e avvolgendolo in un panno bianco lo portano via per la sepoltura.